# Шеперд, Уильям
Уи́льям Макма́йкл Ше́перд (англ. William McMichael Shepherd; род. 26 июля 1949, Ок-Ридж, Теннесси, США) — американский астронавт. Возглавлял миссию МКС-1, за что был удостоен космической медали почёта Конгресса. Награждён российской медалью «За заслуги в освоении космоса».

## Биография
Родился 26 июля 1949 года в Ок-Ридже, Теннесси, США, но по другим данным[каким?] родился в Нью-Йорке. Он женат на Бет Стрингем, уроженке Хьюстона. Мать — Барбара Шеперд, проживает в Мериленде, отец — Джордж Шеперд.
Шеперд окончил школу в 1967 году в Финиксе, Аризона. В 1971 году получил разрешение на деятельность в области космических разработок от ВМФ США. После завершения морского инженерно-технического университета присоединился к спецсообществу морской пехоты. Вскоре получил разрешение на деятельность в морской инженерии от Массачусетского технологического института.

## Работа в НАСА
В 1984 году был отобран в число кандидатов в астронавты в группу NASA Astronaut Group 9, однако отбор не прошёл. Благодаря пригодившимся навыкам тренировок «морских котиков» (SEAL) в ходе спасательной операции после катастрофы шаттла «Челленджер» был повторно включён в отбор. После отбора занимался осуществлением программ: STS-27 (1988), STS-41 (1990) и STS-52 (1992). В 1993 году занимался настройкой управления Международной космической станции. С 31 октября 2000 года по 21 марта 2001, он и русские космонавты, Юрий Гидзенко и Сергей Крикалёв, участвовали в миссии МКС-1 — первой миссии на МКС.
В ходе этой миссии он провёл в космосе больше 140 дней и встретил на орбите XXI век.
Всего совершил четыре полёта:
- Со 2 по 6 декабря 1988 года — специалист полета шаттла Atlantis STS-27.
- С 6 по 10 октября 1990 года — специалист полета шаттла Discovery STS-41.
- С 22 октября по 1 ноября 1992 — специалист полета шаттла Columbia STS-52.
- С 31 октября 2000 по 21 марта 2001 года — командир экипажа 1-й основной экспедиции МКС (старт 31 октября 2000 года на корабле «Союз ТМ-31» в качестве второго бортинженера. Посадка 21 марта 2001 года на шаттле Endeavour STS-102 в качестве специалиста полёта. На станции находился со 2 ноября 2000 по 19 марта 2001 года).

Включён в Зал славы астронавтов.
Уволился из НАСА 14 августа 2002.
Награждён российской медалью «За заслуги в освоении космоса» (12 апреля 2011 года).

## Личная жизнь
Увлечения: парусный спорт, плавание, работа в своем гараже. Радиолюбитель с позывным KD5GSL.